# Pisky
Pisky (ukrainien : Піски ; russe : Пески) est un village du raïon de Pokrovsk (district) dans l'oblast de Donetsk de l'Est de l'Ukraine, à environ 10 km au nord-ouest du centre de Donetsk et à environ 2 km de la frontière ouest de l'aéroport international de Donetsk. Le village est une ancienne banlieue aisée de Donetsk.
Pendant la guerre du Donbass, le village a changé de mains à plusieurs reprises (entre les séparatistes pro-russes et les forces ukrainiennes). La ville a été contrôlée par l'armée ukrainienne le 21 juillet 2014. Selon un témoin oculaire, le bataillon Dnipro s'est emparé de la localité ce jour-là de sa propre initiative. Le commandant de l'escadron no 5 Volodymyr Shylov du bataillon Dnipro affirme qu'ils ont ensuite ignoré les ordres de quitter Pisky. Depuis lors, le village est quotidiennement attaqué par les séparatistes,,,.
Pisky était l'un des points chauds de la seconde bataille de l'aéroport de Donetsk, de septembre 2014 à janvier 2015,.
Le conflit a fait des victimes civiles et militaires dans le village qui comptait 2 000 habitants avant la guerre dans le Donbass,,,. En juin 2015, seule une douzaine de civils parmi les plus pauvres continuaient de vivre à Pisky, nombre d'entre eux ayant été choqués par des obus et portant des blessures. À ce moment-là, le village était en ruines. Le 27 août 2015, le village comptait six habitants selon les observateurs de la Mission spéciale d'observation de l'OSCE en Ukraine. Le correspondant de BBC News Fergal Keane a rapporté le 8 février 2016 que 18 personnes vivaient à Pisky.
Les combats s'intensifient lors de l'offensive de l'est de l'Ukraine en 2022.
Pisky a été repris par les forces de la république populaire de Donetsk, le 24 août 2022, à l'issue de la bataille de Pisky.